# Djelatnost
Djelatnost ili rad označava aktivni čin čovjeka. Može uključivati obavljanje i fizičkih i mentalnih zadataka. Ako aktivnosti izravno služe razonodi ili zabavi, podvode se pod pojmom igra.
Rad može se biti na primjer 
- rad pri zapošljavanju,
- kućanskim i obiteljskim poslovima ili
- dobrovoljni rad.

## Rad u kršćanstvu
Rad je u kršćanstvu povijesno uvijek cijenjen. Sv. Benedikt je imao veliku ulogu u razvoju poljoprivrede, u graditeljstvu, širenju pismenosti i kulture. Za benediktince je karakterističan život ispunjen molitvom i radom (krilatica sv. Benedikta je Ora et labora).
Za katolicizam rad nije kazna već je u etičkom značenju sredstvo za ostvarenja, čime se čovjek potvrđuje kao stvaratelj.

## Povezani članak
- Etika rada
- Djelatnik